# Буртна Надія Григорівна
Буртна Надія Григорівна (нар. 10 березня 1950, смт. Муровані Курилівці, Вінницька область) — майстриня писанкарства, кераміки, вишивки, кандидат у члени Національної спілки майстрів народного мистецтва України.

## Біографія
Надія Григорівна Буртна народилася 10 березня 1959 року в смт Муровані Курилівці на Вінниччині. Закінчила Хмельницьке педагогічне училище та Київську художню школу при Національній академії наук за спеціальністю «Викладач образотворчого мистецтва, керівник студії малювання». Закінчила курси самчиківського розпису.

## Трудова діяльність
З 1984 по 1992 рр. Надія Григорівна працювала в палаці творчості керівником студії декоративно-прикладного мистецтва. Вела гурток кераміки та вишивки.
З 1992 року працювала керівником студії прикладного мистецтва «Писанка» обласного центру науково-технічної творчості учнівської молоді. 3 2000—2012 роки голова Хмельницької міської спілки самодіяльних жінок-художниць «Дивоцвіт». Керівник творчої майстерні «Писанка» палацу творчості дітей та юнацтва.
В 1993 році організувала в обласному центрі свято-конкурс серед учнівської молоді «Подільська писанка» і до 2014 року його проводила зі своїми учнями. Переможці беруть участь в українському конкурсі «Воскресни, писанко!» на Великдень.
Автор 8 методичних розробок з різних видів декоративно-ужиткового мистецтва для вчителів та учнів та 2 навчальних посібники «Від майстрині — дитині» з досвідом своєї роботи.
42 роки педагогічного стажу.

## Досягнення
Буртна Надія Григорівна кандидат у члени Національної спілки майстрів народного мистецтва України. Брала участь в обласних та Всеукраїнських виставках, серед яких «Барви осені», «Мистецька палітра» (м. Київ), у міжнародних виставках у м. Торонто (Канада), Мінську (Білорусь), Москві (Росія).
Організувала 86 власних творчих виставок і жінок спілки «Дивоцвіт». Роботи виставлялися в обласному літературному музеї, обласному краєзнавчому музеї, художній школі мистецтв, школі іконопису «Нікош», центральній бібліотеці та бібліотеці-філії № 2.
Нагороджена почесними грамотами управлінь культури Хмельницького міськвиконкому та Хмельницької облдержадміністрації.
Має срібну медаль ВДНГа СССР за вишитий рушник «Бабусині узори» (1989 р.)
Щорічно проводить майстер-класи для дітей та дорослих з писанкарства, лялькарства, вишивання, ліпки з глини, тіста та ткацтва.
Створює керамічні композиції, панно, іграшки. Пише оригінальні автентичні писанки, розвиваючи традиційне декоративне мистецтво Поділля.